# 広島テレビニュースプラス1
『広島テレビニュースプラス1』（ひろしま-）とは広島テレビにて1993年6月9日から2006年3月31日まで放送された『テレビ宣言』休止時による夕方のローカルニュース番組である（=NNNニュースプラス1の広島県ローカルパート）。
エンドクレジットはかつて放送されていた『NNNニュースプラス1ひろしま』のタイトルを流用していた。

## 歴代キャスター
- 新宅冨士夫
- 渡辺由恵
- 大滝奈穂
- 長島清隆

## 放送時間
- 1993年6月9日〜1996年?月?日 月〜金曜18:30〜19:00（JST）
- 1996年?月?日〜2006年3月31日 月〜金曜18:16〜19:00（JST）